# IVA del margine
L'IVA del margine è un regime speciale di applicazione e detrazione dell’imposta sul valore aggiunto. Si applica allo scambio di beni appartenenti a particolari categorie: i beni mobili usati, gli oggetti di antiquariato, gli oggetti d’arte e gli oggetti da collezione. 
Il regime del margine è stato introdotto con lo scopo di evitare una doppia imposizione dell’Iva sul valore del bene usato. Il bene usato, infatti, viene ceduto ad un soggetto passivo Iva che intende, poi, rivendere il suddetto bene. In questa situazione, quindi, il soggetto passivo andrebbe ad assoggettare all’imposta l’intero ricavato della vendita e così facendo si verificherebbe una doppia imposizione, in quanto il bene, uscito dal circuito commerciale e quindi già colpito dall’imposta, viene reintrodotto nel circuito e tassato nuovamente. 
Dunque, il regime Iva dei beni usati consiste nell'assoggettare all'Iva la sola differenza tra il costo sostenuto dal rivenditore per acquistare il bene e il corrispettivo conseguito all’atto della rivendita.

## L’introduzione della norma

### L’introduzione della norma a livello comunitario
Il legislatore comunitario, già con la prima direttiva Iva (Direttiva 67/227/CEE), aveva stabilito che, per questa particolare tipologia d'imposta, valesse la regola secondo cui ogni singola attività all'interno del circuito commerciale debba essere tassata solamente una volta. Da qui, la Corte di Giustizia, con la sentenza C-155/01 del 11 settembre 2003, arriva a riconoscere il divieto di doppia imposizione dell'imposta. Questo principio, dunque, con i dovuti adattamenti, deve essere applicato in via derivata anche al regime dei beni usati. Infatti, se si rispettasse quanto stabilito dalla disciplina ordinaria e si facessero, perciò, rientrare nel circuito commerciale tutti quei beni acquistati da soggetti privati non passivi Iva (beni che sono usciti dal circuito medesimo), si andrebbe a violare quanto fissato dalla giurisprudenza della Corte di Giustizia.  
A seguito delle numerose sentenze della Corte di Giustizia, la quale aveva sottolineato anche la necessità di un’armonizzazione della normativa Iva, al fine di evitare una doppia imposizione dell'imposta, è stato introdotto il regime del margine. La Direttiva 94/5/CE, direttiva che ha istituito questo regime speciale, infatti, inserisce nella Direttiva 77/388/CEE l’art. 26-bis, intitolato “Regime particolare applicabile ai beni d'occasione e agli oggetti d'arte, d'antiquariato o da collezione”. Inoltre, nel 2006, vi è stata una sistemazione organica della materia, per cui anche i regimi speciali iva, compreso quello del margine, sono stati ricompresi all’interno di una nuova direttiva: la Direttiva 2006/112/CE (“direttiva rifusa”); ciò al fine di realizzare un sistema comune di applicazione dell’imposta sul valore aggiunto. 

### Il recepimento da parte dell’ordinamento italiano
Dal punto di vista del diritto italiano, il legislatore ha introdotto il regime dei beni usati agli articoli da 36 a 40 del Decreto Legge del 23 febbraio 1995, n. 41, convertito con modifiche dalla Legge del 22 marzo 1995, n. 85. A questi articoli si è aggiunto recentemente l'articolo 40-bis, inserito tramite la Legge del 21 novembre 2000, n. 342. Con questi articoli si ha, quindi, il completo recepimento della Direttiva 94/5/CE, ma si ha anche una vera e propria disciplina organica per tutto ciò che concerne l’imposta sul valore aggiunto applicabile ai beni mobili usati, agli oggetti d’arte, d’antiquariato e da collezione.

## I presupposti generali per l’applicazione del regime
Prima di procedere con l'analisi dell'istituto, è opportuno partire con il circoscrivere il campo di azione della norma. 

### Presupposti soggettivi
L'articolo 36 del D.L. 41/1995, al comma 1, dispone quali debbano essere i soggetti tenuti all'applicazione del regime del margine. Si tratta di soggetti che commercializzano all'ingrosso, al dettaglio o in forma ambulante beni mobili usati, oggetti d'arte, d'antiquariato e da collezione. È, però, doveroso che ad applicare il regime dei beni usati siano anche i soggetti che non commercializzano abitualmente o professionalmente questa particolare tipologia di beni.    
Una condizione altresì necessaria affinché possa applicarsi il regime speciale Iva consiste nel fatto che i beni mobili usati siano stati acquistati nel territorio dello Stato o in un altro Stato membro dell'Unione europea presso:   
- soggetti privati (non passivi Iva);
- soggetti passivi Iva che non hanno potuto detrarre l'imposta sull'acquisto del bene ex art. 19[6], 19-bis1[7], 19-bis2[8] del D.P.R. 26 ottobre 1972, n. 633;
- soggetti passivi Iva anch'essi operanti nel regime del margine;
- soggetti passivi Iva comunitari che operano in un regime di esonero nel proprio Stato membro Ue.[9].

### Presupposti oggettivi
Il primo comma dell'articolo 36 del D.L. 41/1995 fa, inoltre, riferimento al commercio di beni mobili usati, di oggetti d'arte, d'antiquariato e da collezione. Il legislatore, però, con questo articolo, non si limita solamente a citare queste particolari categorie di beni, ma si preoccupa di darne una definizione. Il regime del margine, quindi, si applica a: 
- beni mobili usati suscettibili di reimpiego nello stato originario o previa riparazione;
- oggetti d'arte, oggetti d'antiquariato e oggetti da collezione ed in merito a questa seconda categoria di beni, il legislatore, nella Tabella allegata[10] al D.L. 41/1995, ha ritenuto necessario fare un elenco di tutto ciò che potrebbe essere considerato come "oggetto d'arte"[n. 2], "oggetto d'antiquariato"[n. 3] o "oggetto da collezione"[n. 4].[1][11]

## Il calcolo del margine
Il calcolo dell'iva nel caso del regime speciale del margine è differente a seconda dei beni coinvolti o dei soggetti che pongono in essere le operazioni commerciali. L'articolo 36 del D.L. 41/1995, infatti, distingue 3 diverse tipologie di sistemi di calcolo: il regime analitico (o ordinario), il regime forfettario (o percentuale) ed il regime globale. 

### Il regime analitico
Il regime analitico (o originario) è previsto al comma 1 dell'articolo 36 del D.L. 41/1995 ed è il metodo generale con cui si calcola il margine, per cui viene applicato per tutte le operazioni commerciali riguardanti beni mobili usati, oggetti d'arte, d'antiquariato o da collezione, a meno che la legge non preveda un regime diverso. 
Il margine è dato dalla differenza tra il prezzo di acquisto del bene (a cui vanno sommate le spese di riparazione e le spese accessorie, spese che non saranno, quindi, detraibili a fini Iva) e il ricavato della sua vendita.  
Se il prezzo di vendita è maggiore del prezzo di acquisto, allora il margine lordo sarà positivo. In questo caso, quindi, sorge per il soggetto rivenditore l'obbligo di versare l'Iva, la quale deve, però, essere scorporata dal margine lordo in base all'aliquota propria del bene. In pratica, quindi, la base imponibile dell'imposta può essere determinata dividendo il margine lordo per 104, per 110 o per 122 a seconda che l'aliquota Iva da applicare al bene sia del 4, del 10 o del 22%. 
Se, invece, il prezzo di vendita è inferiore al prezzo di acquisto, allora il margine lordo sarà di segno negativo e, quindi, non sarà dovuta alcuna imposta ai fini Iva.

### Il regime forfettario
Il regime forfettario (o percentuale) è il metodo di calcolo del margine che si applica nelle ipotesi in cui la determinazione del margine attraverso il metodo analitico risulta essere particolarmente difficoltosa od onerosa. Con questo metodo, quindi, il margine lo si determina applicando sul ricavato della vendita (comprensivo delle spese di riparazione e di quelle accessorie, le quali non sono detraibili ai fini Iva) delle percentuali specifiche in base al bene e al soggetto rivenditore. Il comma 5 dell'articolo 36 del D.L. 41/1995, infatti, stabilisce i beni e i soggetti cui applicare il regime forfettario e le relative percentuali.

### Il regime globale
Il regime globale è previsto all'articolo 36, comma 6 del D.L. 41/1995. Il margine, con questa tipologia di calcolo, viene determinato non rispetto ad ogni singola operazione commerciale, bensì rispetto all'ammontare complessivo degli acquisti e delle vendite effettuate nell'arco di un mese o di tre mesi. Inoltre, questo metodo è applicabile solamente a coloro che si occupano del commercio di auto usate, di monete e altri oggetti da collezione, di prodotti di abbigliamento, di beni acquistati per la massa con un prezzo indistinto  e, comunque, qualsiasi bene con prezzo inferiore a €516,46.

## L'Iva del margine e le operazioni con l'estero
Nel caso delle operazioni con l'estero, la norma di riferimento è l'articolo 37 del D.L. 41/1995.  
È opportuno fare una distinzione a seconda che la controparte sia un soggetto comunitario o un soggetto extra-comunitario. 

### Le operazioni intracomunitarie
La disciplina del margine ha lo scopo di evitare la doppia imposizione d'imposta, per cui l'acquisto di beni mobili usati provenienti da uno Stato membro dell'Unione europea non è assoggettabile ad Iva. Nel caso in cui il bene, quindi, venga acquistato da un soggetto comunitario che ha applicato il regime del margine, allora è necessario, per il rivenditore italiano, verificare i presupposti per l'applicazione del regime speciale Iva; se i presupposti, però, non si verificano, allora si applicherà il regime Iva ordinario. 
Specularmente a quanto avviene per gli acquisiti intracomunitari, l'articolo 37, comma 2 del D.L. 41/1995 stabilisce che le cessioni di beni, effettuate con il regime del margine, nei confronti di soggetti residenti in altri Stati membri dell'Unione europea, non sono assoggettabili all'imposta.

### Le operazioni extracomunitarie
Per quanto riguarda le importazioni da Paesi al di fuori dell'Unione europea, la regola è che l'Iva è dovuta nel momento in cui il bene fa il suo ingresso nello Stato, ossia in sede doganale, per cui non è possibile l'applicazione del regime del margine. Un'unica eccezione vale per gli oggetti d'arte, d'antiquariato e da collezione, oggetti per i quali è consentita l'applicazione del regime analitico di calcolo del margine.
In merito alle esportazioni, invece, l'articolo 37 del D.L. 41/1995, al comma 1, stabilisce che il margine non è imponibile. Eccezione a questa norma è il comma 6 del suddetto articolo, il quale dispone che chi applica il regime globale di calcolo del margine deve sottrarre il costo dei beni esportati dal calcolo del margine e calcolare, dunque, il margine delle singole esportazioni tramite il metodo analitico.

## Casi particolari di applicazione dell'Iva del margine

### Il mercato delle auto usate
L'applicazione del regime del margine nel caso del commercio di auto usate presenta aspetti di particolare interesse, soprattutto con riferimento agli scambi tra soggetti di diversi Stati membri dell'Unione europea.
Prima di entrare nello specifico, è bene partire dalla definizione di "veicolo usato":
- Nel caso di scambi interni, la qualifica di "veicolo usato" la si ricollega alla nozione generale di "bene mobile usato" di cui all'articolo 36[5], comma 1, del D.L. 41/1995. Negli scambi interni, quindi, un'autovettura è definita usata solamente quando questa è suscettibile di riutilizzo e se è già stata tassata interamente, in quanto acquistata presso un soggetto privato o presso un soggetto passivo Iva che non ha potuto usufruire della detrazione dell'imposta.
- Nel caso di scambi intracomunitari, invece, la qualifica di "veicolo usato" è contenuta all'articolo 36[5], comma 10, del D.L. 41/1995, il quale rinvia a quanto stabilito dall'articolo 38[14], comma 4, lettera e), del D.L. 331/1993 (decreto che ha regolato la materia Iva relativa agli scambi intracomunitari). Anche per gli scambi intracomunitari, affinché si possa applicare il regime del margine, l'autovettura usata deve essere stata tassata interamente; se però l'autovettura viene acquistata presso un soggetto passivo, che ha potuto detrarre l'imposta sull'acquisto originario, allora l'Iva sarà dovuta, secondo il regime ordinario, nello Stato membro di destinazione al momento della successiva vendita interna.

Nella pratica, può accadere che il veicolo non abbia subito alcuna tassazione nel Paese di origine, perché il soggetto proprietario del veicolo ha potuto beneficiare delle detrazioni d'imposta; può altresì accadere che il veicolo sia stato, invece, tassato interamente nello Stato membro di origine. Dunque, spetta al soggetto rivenditore verificare e adeguarsi a ciò che viene svolto a monte dal soggetto comunitario. Tale controllo, però, era piuttosto difficoltoso, in quanto vi era un vuoto normativo sull'obbligo di indicare in fattura a quale regime Iva l'operazione era stata sottoposta.  
Queste lacune normative hanno determinato, quindi, la tendenza di comportamenti fraudolenti che simulavano operazioni commerciali sotto il regime del margine. Si tratta, infatti, di sistemi di frode che hanno ad oggetto il commercio di autovetture usate che provengono da Stati membri con detrazioni Iva più alte. Nel corso degli anni, però, da parte dell'Agenzia delle Entrate si sono susseguite diverse di circolari (circolare 180/E del 13 luglio 1998 e circolare 40/E del 18 luglio 2003) che hanno cercato di riempire il vuoto normativo. Ecco che le misure adottate dal sistema Fisco mirano a dare maggiore importanza alla diligenza del soggetto acquirente (cioè il soggetto rivenditore) che intende sottostare al regime del margine: non è richiesta la mera presentazione di documenti commerciali (es. fatture), bensì una valutazione accurata e fattuale dei documenti a disposizione.

### Il mercato dell'arte
Nel mercato dell'arte, non è sempre facile identificare il corretto regime fiscale da adottare; è possibile, infatti, operare con soggetti professionali, con semplici amatori, con esperti, con gallerie d'arte o con case d'asta. Gli operatori del mercato dell'arte possono, però, applicare il regime Iva del margine. Il requisito fondamentale per l'applicazione del regime speciale Iva è che gli operatori abbiano, o abbiano acquistato, la proprietà dell'opera d'arte; quindi, nel caso in cui l'operatore agisca in virtù di un mandato, deve obbligatoriamente trattarsi di un mandato con rappresentanza. 
Dal 1º gennaio 2001, è entrato in vigore l'articolo 40-bis del D.L. 41/1995, il quale regola il regime del margine per gli esercenti di vendite all'asta. Per le opere cedute durante una vendita all'asta, infatti, l'imposta relativa alla rivendita dell'oggetto d'arte è pari alla differenza tra il prezzo realizzato dalla vendita (comprensivo della commissione e delle spese accessorie) e il prezzo dovuto dalla casa d'asta al cedente dell'opera d'arte (al netto della commissione). Una volta stabilito il margine lordo, occorre effettuare lo scorporo dell'Iva in base all'aliquota applicabile all'oggetto d'arte.